# Pseudorthocladius filiformis
Pseudorthocladius filiformis är en tvåvingeart som först beskrevs av Jean-Jacques Kieffer och August Friedrich Thienemann 1908.  Pseudorthocladius filiformis ingår i släktet Pseudorthocladius och familjen fjädermyggor. Arten är reproducerande i Sverige. Inga underarter finns listade i Catalogue of Life.